# Unterseeboot UB-121
Pour les autres navires du même nom, voir Unterseeboot 121.
L'Unterseeboot UB-121 est un sous-marin (U-Boot) allemand de type UB III utilisé par la Kaiserliche Marine pendant la Première Guerre mondiale. Il est mis en service dans la marine impériale allemande le 10 février 1918.
L'UB-121 s’est rendu aux Alliés à Harwich le 20 novembre 1918, conformément aux exigences de l’armistice avec l’Allemagne. Il fut transféré en France en 1919, mais alors qu’il était remorqué vers Brest en compagnie de l'U-118, il s’échoua à Birling Gap le 15 avril 1919. L’épave a été vendue par l’Amirauté britannique à R. Longmate pour 500 £ le 3 mai 1919, et démantelée sur place, bien que quelques morceaux restent encore sur place.

## Conception
Comme tous les sous-marins de type UB III, l'UB-121 avait un déplacement de 512 tonnes en surface et de 643 tonnes en immersion. Ses moteurs lui permettaient de naviguer à 13,9 nœuds (25,7 km/h) en surface et à 7,6 nœuds (14,1 km/h) en immersion. Il avait un rayon d'action de 7280 milles marins (13480 km) à sa vitesse de croisière. L'UB-121 transportait 10 torpilles et était armé d’un canon de pont de 8,8 cm. L'UB-121 avait un équipage pouvant compter jusqu’à 3 officiers et 31 hommes.

## Historique des services
L'UB-121 a été construit par AG Weser à Brême. Après un peu moins d’un an de construction, il a été lancé à Brême le 6 janvier 1918. Il a été mis en service plus tard la même année sous le commandement de l'Oberleutnant zur See Albrecht Schmidt. 

## Affectations
- IIIe flottille : du 19 mai au 11 novembre 1918

## Commandants
- Oberleutnant zur See Albrecht Schmidt[6] : du 10 février au 11 novembre 1918